# Clermontia persicifolia
Clermontia persicifolia är en klockväxtart som beskrevs av Charles Gaudichaud-Beaupré. Clermontia persicifolia ingår i släktet Clermontia, och familjen klockväxter. Inga underarter finns listade i Catalogue of Life.